# FAKY
FAKY（フェイキー）は、2013年に結成した日本の5人組女性ダンスボーカルグループ。2024年に解散。エイベックス・クラン所属。レーベルはrhythm zone。

## 概要
正式にはガールズグループではなく、集結を意味する単語のunionを用いて自らを「次世代ガールズ・ユニオン」と定義しており、J-POPの枠を超えて世界に通用することを目指した楽曲と、日本発のカルチャーやファッションを取り入れたビジュアルを特色としている。
グループ名「FAKY」には、『フェイクなふりしてとことんリアルに』というキャッチコピーの元、自らを「FAKE（フェイク）」と名乗ることで、逆説的に「リアル」を体現するという意味が込められている。また、「Five Ass Kicking Youngsters」や「Fantastic Tokyo」の略でもあり、東京ひいては日本の若者を代表する存在になるという想いも込められている。
ファンダム名「フェイマニ」は、ファンクラブ名「FAKY MANIA（フェイキーマニア）」の略称である。

## 来歴

### 第1シーズン: The One

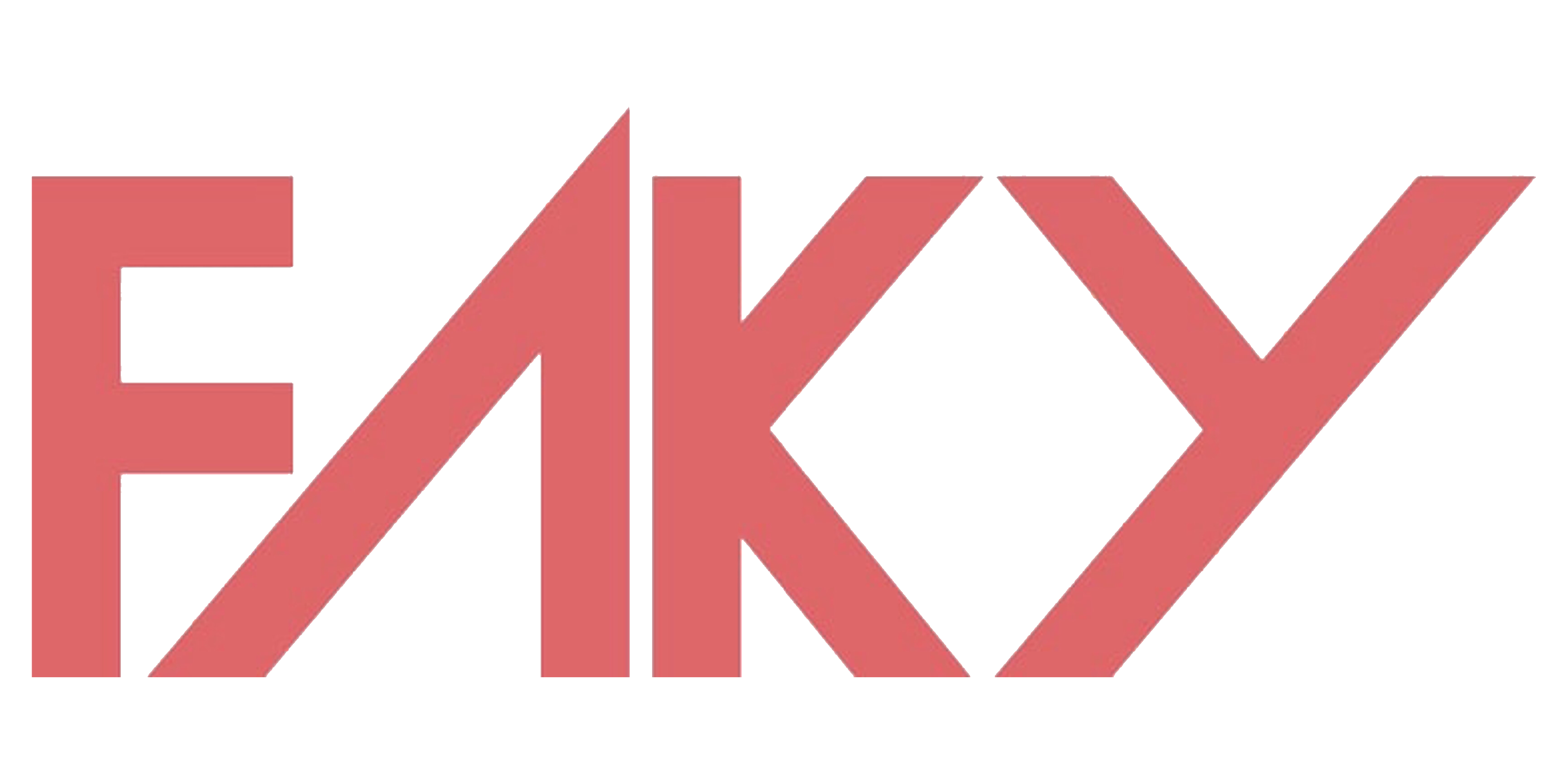
第1シーズンのロゴ

2013年7月19日、ティザーサイトにてグループ名とコンセプトを公開。メンバーのAnna、Lil' Fang、Mikako、Diane、Tinaを順次発表し、5人組として結成した。
2013年7月29日、初のミュージックビデオ「Better Without You」を YouTubeにて公開。
2013年9月1日、味の素スタジアムで開催された『a-nation stadium fes. 2013』にて初パフォーマンスを披露。
2014年3月、翌月発売予定だったデビューアルバムの発売延期を発表し、6月にはグループのリニューアルを理由に当面の活動休止を発表。
2014年7月2日、活動休止するまでに作られた楽曲を1stミニアルバム『The One』として配信。

### 第2シーズン: CANDY & Unwrapped

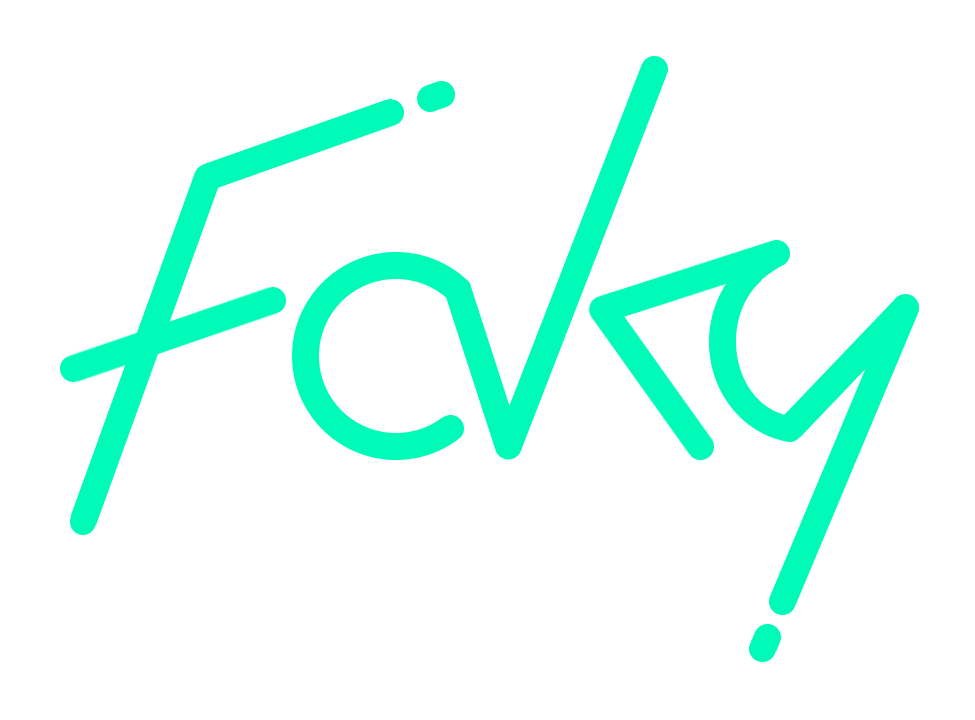
第2シーズンのロゴ

2015年10月、約一年半の活動休止を経て活動を再開。メンバーであるDianeとTinaの脱退、及びアメリカから来日したAkinaの加入を発表し、4人組となった。
2016年4月26日、マネキンラップデュオのFEMM、シンガーソングライターのYup'inと共に7人組ガールズユニット「FAMM'IN」を結成。
2016年5月24日、2ndミニアルバム『CANDY』を配信。
2016年5月28日、CIRCUS TOKYOにて、「FAMM'IN」の単独イベント『FAMM'IN TYO #0』を開催。
2017年6月14日、3rdミニアルバム『Unwrapped』を発売し、メジャーデビュー。
2017年10月13日、渋谷duo MUSIC EXCHANGEにて、初のワンマンライブとなる『FAKY FIRST LIVE "Unwrapped"』を開催し、翌年1月26日には、OSAKA MUSEにて追加公演を実施。
2018年12月20日、恵比寿 LIQUIDROOMで開催されたワンマンライブ『FAKY LIVE 2018 "fo(u)r"』にて、リーダーのAnnaが女優業に専念するために卒業することを発表。同時に、ガールズグループ「Def Will」の元メンバーであるHinaと、フィリピンから来日したTakiを、新メンバーとしてお披露目し、再び5人組となることを発表した。

### 第3シーズン: F & Departure

#### 2019年 - 2020年上半期

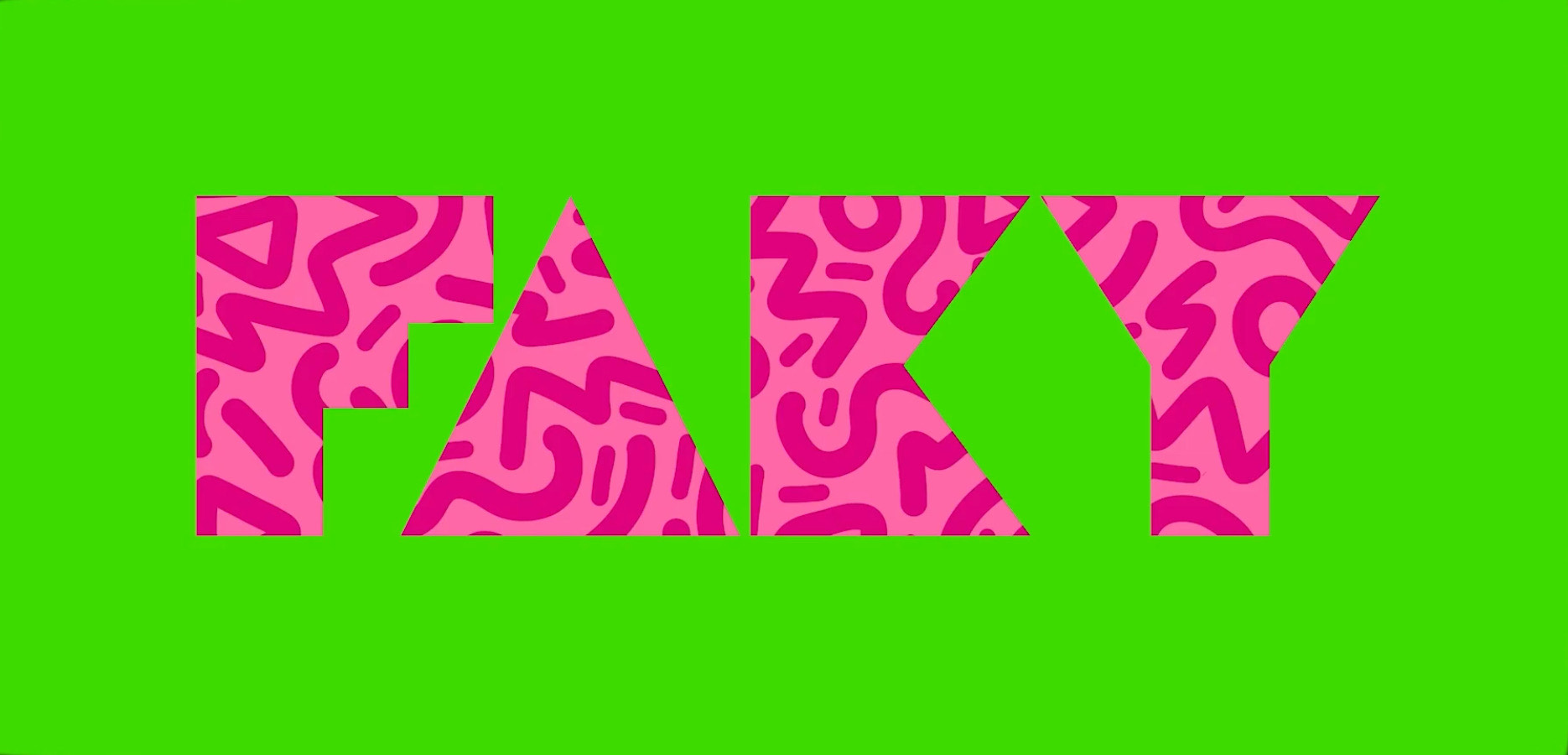
第3シーズンのロゴ

2019年7月14日、ブラジルのサンパウロで開催された10万人規模のイベント『Anime Friends 2019』に出演。
2019年8月16日、カナダのモントリオールで開催された『OTAKUTHON 2019』に出演。
2019年8月23日、ガールズパワーをテーマにしたダンスシングル三部作の配信を発表。第一弾として、新体制初となるシングル「GIRLS GOTTA LIVE」を配信。10月18日には第二弾のシングル「ANTIDOTE」、11月22日には最終章となるシングル「NEW AGE」を配信した。
2020年1月5日、オフィシャルファンクラブ「FAKY MANIA」をfaniconにてグランドオープン。
2020年1月20日、アディダスブランドコアストア渋谷にて開催されたイベント『adidas × IVY PARK “The Panel” at SHIBUYA』にマネキンとして登場し、サプライズで楽曲を披露。2日前の告知だったにもかかわらず、店舗には300人以上が集まり、急遽観客を入れ替えてパフォーマンスを行った。
2020年2月26日、初となるバラード調のシングル「half-moon」を配信。2月14日に音源に先駆けて歌ネットで先行公開された歌詞は、当日のリアルタイムランキングと、翌日2月15日付の注目度ランキングで1位を獲得。4月6日には同曲がSpotify Japan Viralチャートで11位にランクインした。
2020年2月15日から二日間、スペインのマドリードで開催された『Japan Weekend Madrid』に出演。
2020年3月17日、日本テレビ系「スッキリ」に生出演し、楽曲「NEW AGE」を披露。初めての地上波生出演となった。
2020年6月17日、2017年に発売した『Unwrapped』をリテイクしたアルバム『Re:wrapped』を配信。

#### 2020年下半期 - 2022年
2020年8月26日、配信シングル三部作の第一弾となるシングル「ダーリン (Prod. GeG)」を配信。本作はLINE MUSICのTOP100リアルタイムランキングで1位を獲得し、ウィークリーチャートでTOP5にランクインした。11月4日には第二弾のシングル「little ｍore」、翌年1月27日には最終章となるシングル「The Light」を配信した。
2021年1月24日、OPENREC.tvにて、オンラインワンマンライブ 『FAKY ONLINE LIVE #WeAreAllHereTogether』を開催。
2021年7月10日、オンラインで開催されたイギリス最大の日本文化イベント『HYPER JAPAN ONLINE 2021』に出演。
2022年10月19日、第3シーズンの楽曲を収録した初のフルアルバム『F』を発売。

#### 2023年 - 2024年

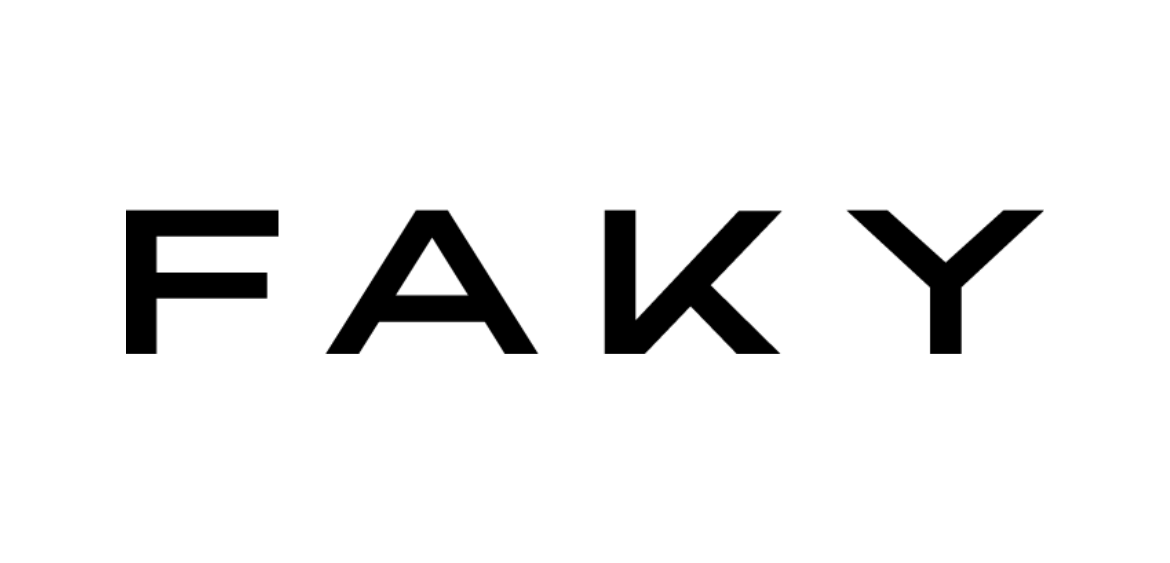
第3シーズンのロゴ

2023年8月1日、所属していたエイベックス・マネジメントより会社分割によって新設されたエイベックス・クランへ移籍。
2023年11月15日、ラストアルバムとなる『Departure』を発売。11月19日、予定されているワンマンライブをもって活動を休止することを発表。
2024年1月13日、KT Zepp Yokohamaでラストライブ『FAKY ONEMANLIVE 2023 -DEPARTURE-』を開催。グループとしての活動を休止し、初期メンバーのLil' FangとMikakoはグループを卒業。
2024年7月30日、解散を発表。

## メンバー

### 最終メンバー
| 名前                    | 生年月日（年齢）       | 出生地         | 血液型 | 担当                          | 備考 |
| ----------------------- | ---------------------- | -------------- | ------ | ----------------------------- | --- |
| Lil' Fang リル ファング | 1993年11月29日（31歳） | 東京都         | B型    | 二代目リーダー メインボーカル | - オリジナルメンバー、2024年1月13日卒業 - 縦横無尽に歌いあげる、表現力抜群のビューティーボイス - 作詞やボーカル指導も担当                                                             |
| Mikako ミカコ           | 1994年6月7日（31歳）   | 福岡県         | A型    | キャプテン サブボーカル       | - オリジナルメンバー、2024年1月13日卒業 - 美しさと愛らしさ、芯の強さを武器に自然体な魅力を放つ大和撫子 - スタイリングも担当                                                           |
| Akina アキナ            | 1999年11月23日（25歳） | カリフォルニア | A型    | メインダンサー リードボーカル | - 2015年10月加入 - ヘルシースタイルが魅力のカリフォルニアガール - 日本とアメリカのハーフ - 『avex WORLD AUDITION 2008』セミファイナリスト - 2020年にAKINA名義でソロデビュー           |
| Hina ヒナ               | 1997年2月19日（28歳）  | 京都府         | A型    | サブボーカル                  | - 2018年12月20日加入 - ガールズグループ「Def Will」の元メンバー - 『a-project avex GIRL'S VOCAL AUDITION』ファイナリスト - 『TOKYO GIRLS AUDITION 2015』モデル部門 セミファイナリスト |
| Taki タキ               | 2000年4月21日（25歳）  | 静岡県         | AB型   | リードダンサー サブボーカル   | - 2018年12月20日加入 - 日本、ブラジル、スペイン系フィリピンのミックス - 英語、タガログ語、フランス語、日本語が堪能                                                                    |

### 脱退メンバー
| 名前           | 生年月日（年齢）       | 出生地           | 血液型 | 担当         | 備考 |
| -------------- | ---------------------- | ---------------- | ------ | ------------ | --- |
| Anna アンナ    | 1992年6月11日（33歳）  | ニュージーランド | A型    | 初代リーダー | - オリジナルメンバー、2018年12月20日卒業 - アジアンビューティーな日英バイリンガル - ガールズグループ「ARA」の元メンバー - 『avex audition 2006』ファイナリスト |
| Diane ダイアン | 1996年1月28日（29歳）  | 沖縄県           | O型    | ―            | - オリジナルメンバー、2015年10月脱退 - モデルとしても活動したファンキーな日米ハーフ - 『avex audition MAX 2013』アーティスト部門 グランプリ                    |
| Tina ティナ    | 1996年12月18日（28歳） | アトランタ       | A型    | ―            | - オリジナルメンバー、2015年10月脱退 - 艶のある歌声を備えたニューエイジな日米ハーフ - ガールズグループ「ARA」の元メンバー                                      |

## ユニット

### FAMM'IN
Anna、Lil' Fang、Mikako、Akinaが、エイベックスに所属するマネキンラップデュオのFEMM、シンガーソングライターのYup'inと共に結成した7人組ガールズユニット。2016年4月26日にミニアルバム『FAMM'IN』より「circle」でデビューし、2017年3月29日にシングル「animus」をリリースした。

### NEW REVIVAL
Anna、Lil' Fang、Mikako、Akinaが、エイベックスに所属するlol-エルオーエル-、加治ひとみ、FEMM、Beverly、Yup'inと共に結成した限定ユニット。2018年8月15日に1990年代のヒット曲をリバイバルしたコンピレーションアルバム『90S & NEW REVIVAL』をリリースし、『a-nation 2018』大阪・東京公演の4ステージでパフォーマンスを披露した。

### REVIVE 'EM ALL 2020
Lil' Fang、Mikako、Akina、Hina、Takiが、エイベックスに所属するlol-エルオーエル-、FEMM、Beverly、Yup'in、安斉かれんと共に結成した限定ユニット。2020年4月5日に1990年代から2000年代のヒット曲をリバイバルしたコンピレーションアルバム『avex revival trax』をリリースし、MAXIMIZORの楽曲「CAN'T UNDO THIS!!」をリメイクした収録曲「CAN'T STOP THIS!!」でコラボレーションした。同年9月18日には、音楽プロデューサーのスティーヴ・アオキによる同曲のリミックスをリリースした。

### QUEENDOM
AkinaとTakiが、エイベックスに所属するlol-エルオーエル-のhibikiとmoca、GENICの金谷鞠杏と共に結成した限定ガールズユニット。2022年5月20日にテレビアニメ『パリピ孔明』のオープニングテーマ「チキチキバンバン」をリリースした。

## 作品
※「順位」はオリコン週間ランキング最高位。

### シングル
| #           | 発売日                       | タイトル                                    | 収録作品    | 形態                              | 備考        |
| 第1シーズン | 第1シーズン                  | 第1シーズン                                 | 第1シーズン | 第1シーズン                       | 第1シーズン |
| ----------- | ---------------------------- | ------------------------------------------- | ----------- | --------------------------------- | ----------- |
| 1           | 2014年1月15日                | Better Without You                          | The One     | デジタル・ダウンロード            | [ 備考 1 ]  |
| 2           | 2014年1月22日                | Girl Digger                                 | The One     | デジタル・ダウンロード            |             |
| 3           | 2014年1月29日                | The One                                     | The One     | デジタル・ダウンロード            |             |
| 第2シーズン |                              |                                             |             |                                   |             |
| 4           | 2015年10月21日               | Afterglow                                   | CANDY       | サブスクリプション限定            |             |
| 5           | 2015年10月21日               | You                                         | CANDY       | サブスクリプション限定            |             |
| 6           | 2015年10月21日               | Candy                                       | CANDY       | サブスクリプション限定            |             |
| 7           | 2017年2月22日                | Surrender                                   | Unwrapped   | デジタル・ダウンロード            |             |
| 8           | 2017年8月30日                | SUGA SWEET                                  | ―           | デジタル・ダウンロード            |             |
| 9           | 2017年10月25日               | Chase Me                                    | ―           | デジタル・ダウンロード            |             |
| 10          | 2018年4月11日                | Who We Are                                  | ―           | デジタル・ダウンロード            |             |
| 11          | 2018年7月11日 2018年12月19日 | four                                        | ―           | CD+DVD・CD デジタル・ダウンロード |             |
| 第3シーズン |                              |                                             |             |                                   |             |
| 12          | 2019年8月23日                | GIRLS GOTTA LIVE                            | F           | デジタル・ダウンロード            | [ 備考 2 ]  |
| 13          | 2019年10月18日               | ANTIDOTE                                    | F           | デジタル・ダウンロード            | [ 備考 3 ]  |
| 14          | 2019年11月22日               | NEW AGE                                     | F           | デジタル・ダウンロード            | [ 備考 4 ]  |
| 15          | 2020年2月26日                | half-moon                                   | F           | デジタル・ダウンロード            | [ 備考 5 ]  |
| 16          | 2020年8月26日                | ダーリン (Prod. GeG)                        | F           | デジタル・ダウンロード            | [ 備考 6 ]  |
| 17          | 2020年11月4日                | little more                                 | F           | デジタル・ダウンロード            | [ 備考 7 ]  |
| 18          | 2021年1月27日                | The Light                                   | F           | デジタル・ダウンロード            | [ 備考 8 ]  |
| 19          | 2021年3月17日                | 99                                          | F           | デジタル・ダウンロード            |             |
| 20          | 2021年4月26日                | HappyEverAfter                              | F           | デジタル・ダウンロード            |             |
| 21          | 2021年6月16日                | Take my hand                                | F           | デジタル・ダウンロード            |             |
| 22          | 2021年8月30日                | Sayonara My Ex                              | F           | デジタル・ダウンロード            |             |
| 23          | 2021年11月10日               | It's a small world                          | F           | デジタル・ダウンロード            |             |
| 24          | 2022年2月2日                 | ふたこ糸                                    | F           | デジタル・ダウンロード            |             |
| 25          | 2022年5月25日                | Diamond Glitter                             | F           | デジタル・ダウンロード            |             |
| 26          | 2022年7月27日                | Choco Fudge                                 | F           | デジタル・ダウンロード            |             |
| 27          | 2022年11月16日               | Rock, Paper, Scissors                       | Departure   | デジタル・ダウンロード            |             |
| 28          | 2023年8月7日                 | Summer Dive [Prod. ☆Taku Takahashi (m-flo)] | Departure   | デジタル・ダウンロード            |             |
| 29          | 2023年9月12日                | モノクロ                                    | Departure   | デジタル・ダウンロード            |             |

| #           | 発売日         | タイトル                                            | 収録作品    | 形態                   |
| 第1シーズン | 第1シーズン    | 第1シーズン                                         | 第1シーズン | 第1シーズン            |
| ----------- | -------------- | --------------------------------------------------- | ----------- | ---------------------- |
| 1           | 2013年12月13日 | Better Without You – English Ver. (Dave Aude Remix) |             | デジタル・ダウンロード |
| 1           | 2013年12月13日 | Better Without You – English Ver. (REMO-CON Remix)  |             | デジタル・ダウンロード |
| 1           | 2013年12月13日 | Better Without You (REMO-CON Remix)                 |             | デジタル・ダウンロード |
| 1           | 2013年12月13日 | Better Without You (Dj Yummy Remix)                 |             | デジタル・ダウンロード |
| 第2シーズン |                |                                                     |             |                        |
| 2           | 2016年8月10日  | Candy (Yamato Remix)                                | Unwrapped   | デジタル・ダウンロード |
| 3           | 2017年12月15日 | Someday We'll Know – English Version                |             | デジタル・ダウンロード |
| 4           | 2018年2月16日  | Candy – English Version                             |             | デジタル・ダウンロード |
| 5           | 2018年5月9日   | SUGA SWEET (REMO-CON Remix)                         |             | デジタル・ダウンロード |
| 5           | 2018年5月9日   | SUGA SWEET (GUMMYB3ARS Remix)                       |             | デジタル・ダウンロード |
| 6           | 2018年8月29日  | Bad Things – English Version                        |             | デジタル・ダウンロード |
| 第3シーズン |                |                                                     |             |                        |
| 7           | 2019年9月11日  | GIRLS GOTTA LIVE (ANGERMANS Remix)                  |             | デジタル・ダウンロード |
| 8           | 2019年11月8日  | ANTIDOTE (DISK NAGATAKI Remix)                      |             | デジタル・ダウンロード |
| 9           | 2020年1月1日   | NEW AGE (BUNNY Rmix)                                |             | デジタル・ダウンロード |
| 10          | 2020年5月27日  | Re:Candy                                            | Re:wrapped  | デジタル・ダウンロード |
| 11          | 2020年6月10日  | Re:Surrender                                        | Re:wrapped  | デジタル・ダウンロード |
| 12          | 2020年7月7日   | half-moon feat. Novel Core                          |             | デジタル・ダウンロード |
| 13          | 2021年11月17日 | It's a small world (Boys Get Hurt Remix)            |             | デジタル・ダウンロード |
| 14          | 2021年11月24日 | It's a small world (YOKYO & OMKT Remix)             |             | デジタル・ダウンロード |

### 参加作品
| 発売日         | タイトル                                        | アーティスト                                              | 収録作品                                              | 備考        |
| 第1シーズン    | 第1シーズン                                     | 第1シーズン                                               | 第1シーズン                                           | 第1シーズン |
| -------------- | ----------------------------------------------- | --------------------------------------------------------- | ----------------------------------------------------- | ----------- |
| 2013年12月18日 | When You Wish Upon A Star                       | FAKY                                                      | MORE! Electronic Disney Music                         |             |
| 2014年3月12日  | wimp                                            | BACK-ON feat. Lil' Fang (from FAKY)                       | RELOAD                                                | [ 備考 9 ]  |
| 第2シーズン    |                                                 |                                                           |                                                       |             |
| 2016年2月24日  | No Boyfriend (Japanese Version)                 | Sak Noel, Kuba & Neitan, Mayra Veronica feat. FEMM & FAKY |                                                       | [ 備考 10 ] |
| 2016年2月29日  | Play The Game                                   | Remute feat. Lil' Fang (from FAKY)                        |                                                       | [ 備考 11 ] |
| 2016年4月27日  | circle                                          | FAMM'IN                                                   | FAMM'IN                                               |             |
| 2016年4月27日  | Pretty                                          | FAKY                                                      | FAMM'IN                                               |             |
| 2016年4月27日  | circle (Radical Hardcore Remix)                 | FAMM'IN                                                   | FAMM'IN                                               |             |
| 2016年12月22日 | Luxury                                          | Lil' Fang (from FAKY), LIZ & Yup'in                       |                                                       | [ 備考 12 ] |
| 2017年3月29日  | animus                                          | FAMM'IN                                                   |                                                       |             |
| 2017年4月26日  | Shining                                         | YAMATO feat. Anna & Akina (from FAKY)                     |                                                       | [ 備考 13 ] |
| 2017年10月18日 | My Revolution                                   | FEMM feat. Akina, Anna & Mikako (from FAKY)               | 80s / 90s J-POP REVIVAL                               | [ 備考 14 ] |
| 2017年10月18日 | 今夜はブギー・バック (nica vocal)               | FEMM feat. Lil' Fang (from FAKY) & Yup'in                 | 80s / 90s J-POP REVIVAL                               | [ 備考 15 ] |
| 2017年12月20日 | Girls be ambitious                              | ブラック・スワン CV: Anna (from FAKY)                     | Girls Mode 4 スター☆スタイリスト ボーカルコレクション | [ 備考 16 ] |
| 2018年7月4日   | Japanicano                                      | CrazyBoy feat. FAKY                                       | NEOTOKYO FOREVER                                      |             |
| 2018年8月15日  | Feelin' Good -It's PARADISE-                    | FAKY                                                      | 90S & NEW REVIVAL                                     | [ 備考 17 ] |
| 第3シーズン    |                                                 |                                                           |                                                       |             |
| 2020年5月13日  | CAN'T STOP THIS!!                               | REVIVE 'EM ALL 2020                                       | avex revival trax                                     | [ 備考 18 ] |
| 2020年5月13日  | Feelin' Good -It's PARADISE- (Retake Version)   | FAKY                                                      | avex revival trax                                     | [ 備考 19 ] |
| 2020年5月13日  | 出逢った頃のように                              | Hina (from FAKY)                                          | avex revival trax                                     | [ 備考 20 ] |
| 2020年9月18日  | CAN'T STOP THIS!! (Steve Aoki Remix)            | REVIVE 'EM ALL 2020 × スティーヴ・アオキ                  |                                                       | [ 備考 21 ] |
| 2020年9月18日  | CAN’T STOP THIS!! (Steve Aoki Remix) (Club Mix) | REVIVE 'EM ALL 2020 × スティーヴ・アオキ                  |                                                       | [ 備考 21 ] |
| 2020年12月23日 | 天気雨                                          | Novel Core feat. Hina (from FAKY)                         |                                                       | [ 備考 22 ] |
| 2021年2月24日  | 天気雨 (☆Taku's Japaneggae Remix)               | Novel Core feat. Hina (from FAKY) × ☆Taku Takahashi       |                                                       | [ 備考 23 ] |
| 2021年8月21日  | HAPPY LOVE                                      | SPICY CHOCOLATE feat. Hina (from FAKY) & SHuN-BOX         |                                                       |             |
| 2021年10月6日  | Everlasting Eternity                            | The Burning Deadwoods feat. AKINA                         | T.B.D                                                 |             |
| 2022年5月20日  | チキチキバンバン                                | QUEENDOM                                                  |                                                       | [ 備考 24 ] |
| 2022年8月17日  | Black Ghost                                     | Hina & Taki (from FAKY)                                   |                                                       | [ 備考 25 ] |

### タイアップ
- P.O.V. - エイベックスオーディション『TOKYO GIRLS AUDITION 2014』テーマソング
- Better Without You - ファッション誌『Sweet』2013年10月号 テレビCMソング
- Get Up - テレビ東京系アニメ『カードファイト!! ヴァンガード レギオンメイト編』エンディングテーマ
- What R You Waiting For - テレビ西日本系地域情報番組『博多ステイハングリー』エンディングテーマ
- The One - 角川ホラー文庫20周年記念映画『バイロケーション 裏』主題歌
- Someday We'll Know - 日本テレビ系音楽番組『バズリズム』2017年6月エンディングテーマ
- Someday We'll Know - マレーシアLCC「エアアジア」テレビCMソング[62]
- Chase Me - webアニメ『ガンダムビルドファイターズ バトローグ』エンディングテーマ
- four - テレビ東京系アニメ『ブラッククローバー』エンディングテーマ
- Last Petal - テレビ朝日系土曜ナイトドラマ『あなたには渡さない』オープニングテーマ[63]
- NEW AGE - 北陸放送系情報番組『GIRLS MEETING-TV』テーマソング
- The Light - 映画『樹海村』キャンペーン向け応援ソング
- 99 - 東海テレビ・フジテレビ系オトナの土ドラ『リカ〜リバース〜』主題歌
- Taky my hand - Huluオリジナルドラマ『悪魔とラブソング』主題歌
- It's a small world - 第36回『東日本女子駅伝』大会応援ソング
- ふたこ糸 - 映画『牛首村』キャンペーンソング
- チキチキバンバン - テレビアニメ『パリピ孔明』のオープニングテーマ[38]
- Black Ghost - 朝日放送テレビ系テレビドラマ『OTHELLO』主題歌[61]
- Rock, Paper, Scissors - テレビ朝日系金曜ナイトドラマ『最初はパー』オープニングテーマ
- 大丈夫［Prod. ☆Taku Takahashi（m-flo）］ - 読売テレビテレビドラマ『帰ってきたらいっぱいして。』エンディングテーマ[64]

## 出演
※メンバー個人での出演については各メンバーの記事を参照。

### ウェブドラマ
- Are You OK?（2016年8月30日 - 9月7日）[65]

### ウェブ番組
- bpm special FAKY ”Live In Madrid” スペイン密着（ABEMA SPECIAL、2020年4月5日）[66]
- FAKYWORLD（YouTube[注釈 4]、2020年3月13日 - 、毎週金曜日）

### ラジオ番組
- FAKE or REAL（AuDee、2021年3月25日 - 、毎週木曜日）[67]
- VIP Groupe presents FAKY TALKY（FM-NIIGATA、2022年4月4日 - ）

### 連載・特集
- 5秒で答えて Vol.142 FAKY（M-ON! MUSIC、2017年6月14日 - 17日）[68]
- FAKYのちょっと聞いて（Qetic、2020年3月26日 - 6月26日）[69]
- FAKY全員インタビュー（ENCOUNT、2020年5月7日 - 11日）[70]
- Re:5秒で答えて（M-ON! MUSIC、2020年6月23日 - 27日）[71]

### タイアップ
- LEGENDA Spring 2020 Campaign ビジュアルモデル（CENO、2020年4月10日）[72]
- FAKY × NERDUNIT コラボレーションロングTシャツ（SIXTYPERCENT、2020年5月18日）[73][74]
- Visee リシェ プリズムヴィーナス アイズ スペシャルムービー（Kose・ViVi、2020年8月31日）[75]
- FAKY × SPINNS "Only fake being fake"（ヒューマンフォーラム、2020年12月25日）[76]
- CAOLABO FAKYプリコラボモード（フリュー、2021年1月12日 - 2月23日）[77]
- A'GEM/9 × FAKY 2021 SPRING COLLECTION（POWER BOM、2021年4月10日）[78][79]

## 公演

### 単独ライブ
- FAKY FIRST LIVE "Unwrapped"（渋谷duo MUSIC EXCHANGE、2017年10月13日）[7]
- FAKY FIRST LIVE "Unwrapped" -Encore Edition-（OSAKA MUSE、2018年1月26日）[8]
- FAKY LIVE 2018 "fo(u)r"（恵比寿 LIQUIDROOM、2018年12月20日）[9]
- FAKY ONEMAN LIVE "NEW AGE"（渋谷duo MUSIC EXCHANGE、2020年5月31日） - 開催中止
- FAKY ONLINE LIVE #WeAreAllHereTogether（渋谷duo MUSIC EXCHANGE・OPENREC.tv、2021年1月24日） - オンライン開催[21]
- FAKY ONLINE LIVE 2021 #FAKYWORLD（YouTube Live、2021年11月3日） - オンライン開催・視聴無料[80]
- FAKY ONLINE LIVE 2021 #FAKYWORLD vol.2（YouTube Live、2022年1月22日） - オンライン開催・視聴無料
- FAKY LIVE 2022 #nofilter（KANDA SQUARE HALL、2022年2月23日）
- FAKY IN HOUSE LIVE #five（SHIBUYA REX、2022年4月29日・5月27日・6月18日・7月29日・8月21日）
- FAKY LIVE TOUR 2022 -ALIVE-（DRUM LOGOS(福岡)・THE BOTTOM LINE(名古屋)・心斎橋DROP(大阪)・吉祥寺CLUB SEATA(東京)、2022年8月28日・9月10日・9月11日・9月18日）
- FAKY ONEMAN LINE 2023 -FEEL IT ALL-（LIQUIDROOM、2023年3月5日）

### 単独イベント
- FAMM'IN TYO #0（CIRCUS TOKYO、2016年5月28日）
- FAKY Christmas Event 2017（東京都内某所、2017年12月26日）
- FAKY Premium Christmas Event 2019（東京都内某所、2019年12月22日）
- FAKY MEET & GREET SPECIAL PARTY（代官山LOOP、2020年2月23日）
- FAKY HappyEverAfter RELEASE PARTY（日清食品 POWER STATION [REBOOT]、2021年5月5日） - オンライン開催
- FAKY Online Christmas Party 2021（YouTube Live、2021年12月25日） - オンライン開催・視聴無料
- FAKY New Year Online Party 2022（YouTube Live、2022年1月5日） - オンライン開催・視聴無料

### 参加イベント
- Anime Friends 2019（ブラジル・サンパウロ、2019年7月14日）[11]
- OTAKUTHON 2019（カナダ・モントリオール、2019年8月16日）
- Japan Weekend Madrid（スペイン・マドリード、2020年2月15日）
- HYPER JAPAN ONLINE 2021: HYPER Show! with FAKY -Online Fan Meeting-（Zoom、2021年7月10日） - オンライン開催[81]
- MANGA BARCELONA 2022（スペイン・バルセロナ、2022年12月8日-12月11日）